# Cảng Áp
Cảng Áp (chữ Hán phồn thể: 港闸区, chữ Hán giản thể:) là một quận cũ thuộc địa cấp thị Nam Thông, tỉnh Giang Tô, Cộng hòa Nhân dân Trung Hoa. Quận này có diện tích 134 ki-lô-mét vuông, dân số năm 2001 là 180.000 người. Về mặt hành chính, quận này được chia thành 4 nhai đạo, 1 trấn, 4 hương.
- Nhai đạo: Vĩnh Hưng, Thiên Sinh Cảng Trấn, Đường Áp Trấn, Tần Táo.
- Trấn: Tần Táo.
- Hương: Áp Đông, Áp Tây, Trần Kiều, Hạnh Phúc.